# Incêndios no Pantanal em 2020
Desde meados de 2020, ocorrem focos de incêndio florestal em quantidade elevada na região do Pantanal e nos estados de Mato Grosso e Mato Grosso do Sul. O incêndio é o maior em 14 anos na região e já destruiu nove vezes mais do que o desmatamento dos últimos dois anos. Todos os municípios do Pantanal registraram focos de incêndio entre julho e setembro. Poconé e Barão de Melgaço, no Mato Grosso, foram os com maior número  – o Parque Estadual Encontro das Águas está localizado nesses dois municípios. Os incêndios já atingiram cinco Terras Indígenas, três parques estaduais, um nacional, uma área de proteção ambiental, duas reservas particulares e uma estação ecológica. De acordo com o monitoramento realizado pelo Laboratório de Aplicações de Satélites Ambientais (LASA), o Pantanal já teve 2,3 milhões de hectares atingidos pelo fogo em 2020, entre 1º de janeiro e 7 de setembro, o equivalente a duas vezes o tamanho da cidade do Rio de Janeiro. Somente nos meses de julho e agosto foram atingidos 1 654 000 hectares. Os incêndios destruíram mais de 30 mil hectares de matas ciliares que protegem o rio Paraguai e seus afluentes. A recuperação do bioma pode levar 50 anos ou mais.
Perícia aponta que os incêndios foram ocasionados por ação humana intencional e a Delegacia de Meio Ambiente busca os responsáveis pelo desastre ambiental. Os incêndios tiveram o início em cinco fazendas no município de Poconé. Quatro fazendeiros foram indiciados, e em uma das fazendas foram apreendidas diversas armas e munições. Segundo testemunhas, dias antes de mandar seus funcionários colocar fogo nas propriedades, os fazendeiros providenciaram a retirada de todo o gado.

## Impacto na biodiversidade
Não é possível estimar a quantidade de mortes de animais, que aumenta a cada dia, devido a queimaduras, inalação da fumaça, infecções, desidratação e inanição.
Além dos animais carbonizados, feridos e desidratados, os incêndios afetam também populações humanas, causando perdas materiais e também aumentando a incidência de problemas respiratórios. O avanço do fogo ameaça os locais com as maiores populações de araras azuis e de onças pintadas do Brasil. O fogo já queimou 70% das palmeiras de acuri e bocaiúva, usadas pelas araras para alimentação e nidificação.
O pantanal foi o bioma mais afetado por queimadas no ano de 2020. Em 28 de agosto o ministro do meio ambiente, Ricardo Salles, anunciou que seriam suspensas todas as operações de combate ao fogo no bioma, bem como ao desmatamento ilegal na Amazônia.

## Impactos em comunidades humanas
A situação levou ao êxodo de diversas populações ribeirinhas atingidas. Diversas cidades do Mato Grosso tem amanhecido cobertas de fumaça e com temperaturas muito altas. O ar de Corumbá foi considerado insalubre para os seus habitantes.  A fumaça atingiu a região metropolitana de Cuiabá e até mesmo em algumas regiões do estado do Paraná e Santa Catarina. Houve chuva preta nos estados do Rio Grande do Sul e Santa Catarina Há registro de um homem que teve o corpo  completamente queimado tentando combater as chamas.
Parte do fogo começou em áreas privadas ou de reserva legal (que é protegida por lei) e se espalhou para territórios indígenas. Os Boe Bororo precisaram fugir da Terra Indígena Thereza Cristina, e refugiaram-se na casa de parentes na Aldeia Central da Terra Indígena Tadarimana, expondo-se aos riscos da contaminação por Covid-19. 16 casas foram queimadas no posto Diauarum, no Parque Indígena do Xingu, onde vivem cerca de seis mil indígenas de 16 etnias diferentes. A fumaça piorou o estado de saúde de indígenas que haviam contraído a Covid-19. A área indígena com mais focos é também a maior, a TI Kadiwéu, dos Terena e Kadiwéu, no Mato Grosso do Sul. Os Guató perderam 83% do seu território e combateram o fogo sozinhos. Perderam seus meios de subsistência e sequer tem acesso a água potável

## Resposta da sociedade civil
Grupos de voluntários montaram uma força-tarefa que está distribuindo alimentos e água ao longo da rodovia Transpantaneira (MT-060) e mapeando pontos d'água junto aos quais os animais ameaçados possam estar procurando se abrigar do fogo. Uma força-tarefa coordenada pelo Comitê do Fogo (órgão colegiado que reúne diversas instituições de governo, terceiro setor e iniciativa privada) construiu um Posto de Atendimento Emergencial a Animais Silvestres – PAEAS Pantanal.
Diante da inércia do poder público, representantes da sociedade civil, ONGs, empresas e associações decidiram criar  a Brigada Alto Pantanal – Haroldo Palo Jr., com duas unidades, para atuar na região. O nome é uma homenagem ao naturalista e documentarista Haroldo Palo Jr.